# Unionvale
Unionvale est une communauté dans le comté de Prince sur l'Île-du-Prince-Édouard, au Canada, à l'est d'O'Leary.